# Joungane
Joungane är en bergstopp i Antarktis. Den ligger i Östantarktis. Norge gör anspråk på området. Toppen på Joungane är 1 076 meter över havet, eller 160 meter över den omgivande terrängen. Bredden vid basen är 3,9 km.
Terrängen runt Joungane är kuperad åt sydväst, men åt nordost är den platt. Trakten är obefolkad. Det finns inga samhällen i närheten.